# Штеричи
Штеричи — дворянский род.

## Происхождение и история рода
Фамилия Штеричи записана в Иллирическом гербовнике и удостоверяет употребление герба ещё до 1010 года. Происхождение своё ведёт из Иллирической Сербии, провинции Моравия.
Происходит из богатой венецианской фамилии, владевшей в Иллирии «знатными поместьями». Из-за притеснений Порты Дмитрий Штерич с сыном Христофором переселился (1711) в Венгрию, а внук его Иван Христофорович поступил на русскую службу (1750) и участвовал в первой турецкой войне при Екатерине II. Герб рода Штеричей записан в VII часть Общего Гербовника.
Наиболее известной в России представительницей рода является Мария Алексеевна Щербатова (1820—1879), урождённая Штерич. Ей посвятил стихотворение «Мне грустно, потому что я тебя люблю» поэт Михаил Лермонтов. Дочь Марии Алексеевны Варвара Ивановна Икскуль фон Гильденбанд (1850-1928) стала литератором, занималась благотворительностью и общественной деятельностью.
Пётр Алексеевич Штерич (1905-1976) был художником-декоратором в Мариинском театре.
Есть ещё один дворянский род Штеричей, более позднего происхождения.

## Описание герба
В красном поле поставлено золотое стропило и по сторонам его изображены три дворянские золотые короны.
На щите дворянский коронованный шлем. Нашлемник: выходящий красный лев, обращённый влево. Намёт на щите голубой, подложенный золотом.